# Bab Boujloud
 (juillet 2016).
Si vous disposez d'ouvrages ou d'articles de référence ou si vous connaissez des sites web de qualité traitant du thème abordé ici, merci de compléter l'article en donnant les références utiles à sa vérifiabilité et en les liant à la section « Notes et références ».
Bab Boujloud ou porte de Bou Jeloud est une des portes de l'ancienne Medina de Fès (Fès el-Bali) et ouvrant sur Fès el-Jdid.

## Toponymie
L'histoire du nom Bab Boujloud reste peu documentée. Littéralement, le nom peut faire référence à la tradition berbère de "Boujloud" (littéralement, l'homme qui porte la peau, après la fête musulmane du Sacrifice), encore vivace à Imlil, mais cela n'est pas attesté.

## Histoire
Construite au XIIe siècle, la porte Bab Boujloud faisait initialement partie de la Casbah Boujloud. Elle est constituée de trois éléments architecturaux, dont deux plus petits symétriques et est recouverte de céramiques bleues, couleur de la ville de Fès à l'extérieur et vertes, couleur de l'Islam côté médina. Les vantaux ont
été réalisés en bois de cèdre et stucs sculptés. La dernière grande restauration de la porte date de 1912.

## Position dans la ville
La porte se trouve entre le quartier Boujloud où se trouve la Médersa Bou Inania et Fes el-Jdid où se trouve actuellement le Lycee Moulay Idriss 1er et le Jardin Jnan Sbil puis le Palais royal Dar el Makhzen.

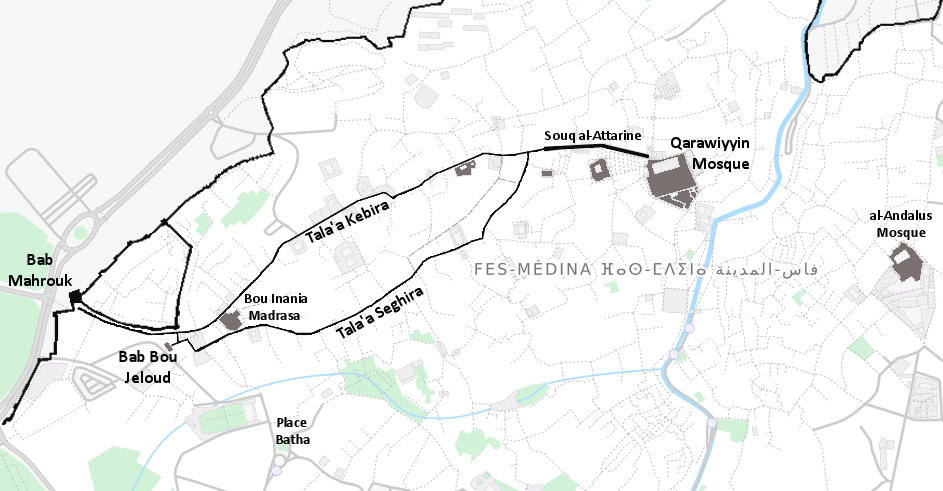
Position dans la ville